# Alphonse Liguori Chaupa
Alphonse Liguori Chaupa (* 26. Juli 1959 in Uvol; † 21. März 2016) war Bischof von Kimbe.

## Leben
Alphonse Liguori Chaupa empfing am 10. Januar 1987 die Priesterweihe und wurde in den Klerus des Erzbistums Rabaul inkardiniert.
Papst Johannes Paul II. ernannte ihn am 24. Juni 2000 zum Titularbischof von Turris Tamalleni und zum Weihbischof in Rabaul. Die Bischofsweihe spendete ihm der Erzbischof von Rabaul, Karl Hesse MSC, am 30. September desselben Jahres; Mitkonsekratoren waren Henk Kronenberg SM, Bischof von Bougainville, und Ambrose Kiapseni MSC, Bischof von Kavieng.
Am 4. Juli 2003 wurde er zum Bischof von Kimbe ernannt. Am 19. Januar 2008 nahm Papst Benedikt XVI. seinen vorzeitigen Rücktritt an.